# Maclyn McCarty
Maclyn McCarty (South Bend, Indiana, 9 de junio de 1911-2 de enero de 2005) fue un genetista estadounidense.
Maclyn McCarty, dedicó su vida como médico-científico para el estudio de los organismos de enfermedades infecciosas, era más conocido por su participación en el descubrimiento monumental que el ADN, en lugar de proteínas, constituye la naturaleza química de un gen. Descubrir el secreto molecular del gen en cuestión - que para el polisacárido capsular de la bacteria neumocócica - abrió el camino al estudio de la herencia no sólo a través de la genética, sino también a través de la química, e inició los albores de la era de la biología molecular. McCarty fue el miembro más joven del equipo de investigación responsable de esta hazaña (conocido como el experimento de Avery-MacLeod-McCarty), que también incluyó a Oswald T. Avery y Colin MacLeod y murió el 2 de enero de 2005, de fracaso congestivo de corazón.

## Inicios
McCarty nació en 1911 en South Bend, Indiana, fue el segundo de cuatro hijos de un gerente de la sucursal de la Corporación Studebaker, mientras todavía era una firma para carruajes tirados por caballos. En su adolescencia, McCarty se fijó la meta de convertirse en un médico-científico, y siguió una estrategia exitosa para prepararse para su admisión y tener un éxito temprano en la Escuela de Medicina de la Universidad Johns Hopkins, además como estudiante de pregrado en la Universidad de Stanford, en la cual proféticamente comenzó sus estudios en el naciente campo de la bioquímica, en colaboración con James Murray Luck, específicamente en la rotación de proteínas en el hígado. En 1937, comenzó su formación clínica en pediatría en el Servicio de Harriet Lane de la Johns Hopkins University. Ahí McCarty desarrolló un especial interés en las enfermedades infecciosas - en particular tratamientos antibacterianos con la droga sulfonamida la que acaba de entrar en la medicina - lo cual llevó a McCarty a mudarse a Nueva York para trabajar en la NYU junto a William Tillett.En 1941 el Consejo Nacional de Investigación le ofrece una beca en el área de ciencias médicas la cual aprovecha llenando una posición en el de laboratorio  Oswald T. Avery en la Universidad Rockefeller.

## Trabajo
Luego que Griffith (véase "Experimento de Griffith") encontrara un factor transformante usando la bacteria Streptococcus pneumoniae el cual explicaba el cambio de fenotipo de la cepa R inocua al inyectar ratones a una Cepa S patogenica , Oswald Avery, MacLeod y McCarty en 1944 intentaron caracterizar ese factor transformante. Lo que este grupo de investigación realizó fue utilizar las mismas cepas que Griffith pero en condiciones in vitro, aquí lisaban la cepa S con un detergente - como puede ser SDS- para luego determinar cual era la naturaleza del factor transformante. Entonces una vez lisadas las células trataron a ese producto con proteasas, Rnasas y Dnasas por separado, aquí veían que solamente las que era tratadas con Dnasa perdía su capacidad transformante lo que indicaba que los ácidos nucleicos eran el polímero que llevaba el material genético y producía un traspaso de información hereditario en sucesivas generaciones.
Este trabajo fue confirmado y apoyado con el estudio de fagos T2 infectando E.coli , en donde se marcaba con isotopos radioactivos de fósforo y azufre para hacer rastreos de ADN o proteicos. Trabajo llevado a cabo por Hershey y Chase.